# Distrito de Condebamba
El distrito de Condebamba es uno de los cuatro distritos de la provincia de Cajabamba, ubicada en el departamento de Cajamarca, bajo la administración del Gobierno Regional de Cajamarca en el Perú.

## Historia
El distrito fue creado mediante decreto s/n del 11 de febrero de 1855.

## Capital
Su capital es la localidad de Cauday, ubicada a una  altitud de 2 807 m s. n. m.

## Autoridades

### Municipales
- 2023 - 2026
  - Alcalde: (Manuel Jesús Villar Romero), de Somos Perú
  - Regidores: Samuel Caro Rodríguez, Roxana Mabel Murrugarra Machuca, Faustino Gormás Aquino, Fanny Aranda Hilario, Segundo Gilmer Villanueva Rodríguez.
- 2019 - 2022
  - Alcalde: (Carlos Arturo Llano Torres), del movimiento (Gloria bamba)
- 2015 - 2018
  - Alcalde: Wilder Ramos Amador Vera, del Movimiento Cajamarca Siempre Verde.
  - Regidores: Wilson Gutiérrez Cotrina (Cajamarca Siempre Verde), Ever Leonel Santillan Valderrama (Cajamarca Siempre Verde), Anamelva Villar Chiquez (Cajamarca Siempre Verde), Maria Alejandrina Briceño Rosario (Cajamarca Siempre Verde), Antonio Rodelin Velasquez Céspedes (Gloriabamba).
- 2011 - 2014

Alcalde: Carlos Arturo LLano Torres,del Movimiento (Gloriabamba)
- - Regidores: Germán Julio Roncal Polo (Gloriabamba), Juan Alfonso Marín Castañeda (Gloriabamba), Flor Geovani Ávila Vasquez (Gloriabamba), Vicente Aquilino Polo Villar (Gloriabamba), Robert Alexander Abanto Vasquez (Alianza Cajamarca Siempre Verde - Fuerza 2011).
- 2007 - 2010
  - Alcalde: José Marcelo Gamboa Hilario.

## Festividades
- Febrero
  - Carnavales
- Julio
  - 16: Virgen del Carmen, Fiesta Patronal.